# كارلوس كويلار

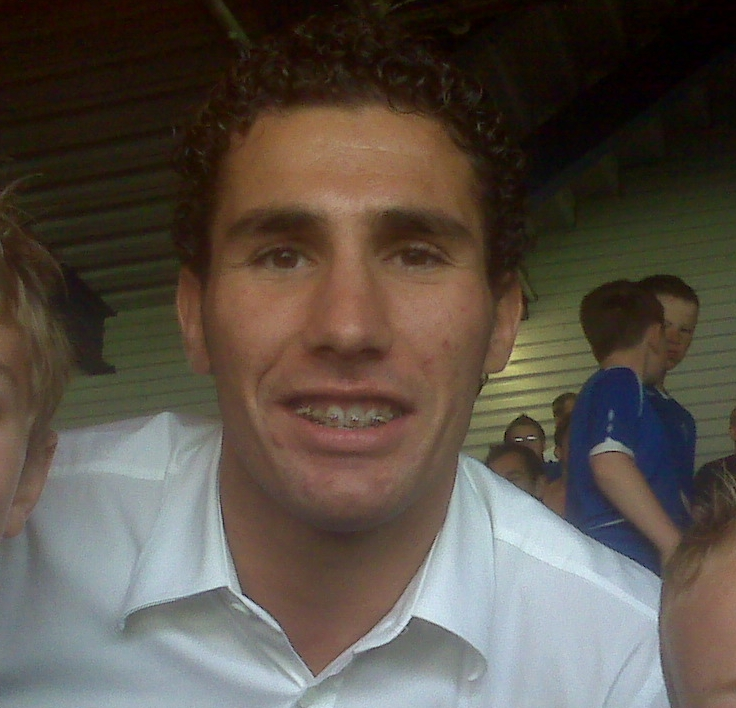
كارلوس كويلار

كارلوس خافيير كويلار خيمينيز (بالإسبانية: Carlos Javier Cuéllar Jiménez)‏ (مواليد 23 أغسطس 1981 في مدريد - إسبانيا) لاعب كرة قدم إسباني يلعب حاليا لصالح نادي الهلال السعودي في مركز قلب الدفاع .

## روابط خارجية
- كارلوس كويلار على موقع قاعدة بيانات كرة القدم.إي يو (الإنجليزية)
- كارلوس كويلار على موقع Soccerbase.com (لاعب) (الإنجليزية)
- كارلوس كويلار على موقع Soccerway.com (الإنجليزية)
- كارلوس كويلار على موقع عالم كرة القدم.نت (الإنجليزية)
- كارلوس كويلار على موقع كووورة
- كارلوس كويلار على موقع AS.com (الإسبانية)